# 宽叶腹水草
宽叶腹水草（学名：Veronicastrum latifolium），为玄参科腹水草属下的一个植物种。